# Ein Häuschen im Himmel
Ein Häuschen im Himmel ist ein US-amerikanischer Film aus dem Jahre 1943. Er basiert auf Vernon Dukes erfolgreichem Broadway-Musical Cabin in the Sky von 1940. Der Film ist bedeutend als Regiedebüt von Vincente Minnelli sowie als einer der ersten kostspieligen Filme mit ausschließlich afroamerikanischer Besetzung. In Deutschland wurde der Film erstmals am 7. Mai 1994 im Fernsehen gezeigt.

## Handlung
Little Joe Jackson hat bisher ein liederliches Leben geführt und seiner christlichen Frau Petunia nur Sorgen bereitet. Im Streit um Spielschulden wird er schließlich erschossen. Da seine Frau für ihn betet, wird Little Joe durch himmlische Kräfte wiederhergestellt. Er bekommt insgesamt sechs Monate Zeit, sein Leben so zu verändern, dass er sich dem Himmel als würdig erweist – falls nicht, gehört er der Hölle. Durch die Hilfe von The General, einem Engel, verändert Little Joe seine Lebensweise: Er wird ein freundlicher, arbeitender Mensch, der seiner Frau Petunia nun ein guter Ehemann ist. Alles läuft also perfekt, doch auch die Hölle will Little Joe auf ihre Seite ziehen: Der Dämon Lucifer Jr., Sohn des Teufels höchstpersönlich, erhält den Auftrag, Little Joe wieder zu einem sündenvollen Leben zu führen.
Lucifer Jr. sorgt dafür, dass Little Joe durch den Gewinn einer Lotterie zum wohlhabenden Mann wird. Dann verführt er Little Joe zu einem verschwenderischen, großspurigen Leben. Am Ende verlässt Little Joe seine Frau für die hübsche Georgia Brown, die allerdings nur an seinem Geld interessiert ist. Als Georgia und Little Joe eines Abends in einem Nachtclub sitzen, erscheint Petunia und will ihren Ehemann zurückgewinnen. Das gelingt ihr auch, doch noch bevor sie den Nachtclub verlassen können, sterben Little Joe und Petunia bei einer Schießerei. Daraufhin zerstört The General, wütend über das Eingreifen der Hölle, den Nachtclub. Während Petunia problemlos in den Himmel aufgenommen werden kann, wird ihrem Ehemann Little Joe der Zutritt verwehrt. Aber Georgia ist von der Tragödie so entsetzt, dass sie sich ändert und Little Joes gesamtes Vermögen der Kirche zu guten Zwecken vermacht. Dazu kommt auch noch das Flehen von Little Joe, der am Ende doch noch seine Fehler erkannt hat und sein Leben bessern wollte. Schließlich wird er an der Seite seiner Frau in den Himmel aufgenommen.
Am Ende des Filmes erwacht Little Joe aus einem Traum: In der anfänglichen Schießerei wurde er nicht getötet, sondern nur verletzt; seine Begegnungen mit Engel und Dämonen waren nur Fieberträume. Durch diese Erfahrungen bereichert und zum besseren Menschen bekehrt, will Little Joe nun ein neues glückliches Leben mit Petunia beginnen.

## Hintergrund
Ein Häuschen im Himmel war für die 1940er-Jahre eine ungewöhnliche Produktion, da nur afroamerikanische Schauspieler in diesem Film auftreten. Zwar gab es bereits vorher Streifen mit ausschließlich afroamerikanischer Besetzung, doch diese wurden bis auf wenige Ausnahmen als billige Independent-Filme gedreht. Bei Ein Häuschen im Himmel stand allerdings mit MGM das damals vielleicht größte Filmstudio Hollywoods dahinter, der Film erhielt mit fast 700.000 US-Dollar ein sehr ordentliches Budget. Viele der damals bekanntesten afroamerikanischen Künstler absolvierten einen Auftritt im Film, der auf dem erfolgreichen Broadway-Musical Cabin in the Sky basierte. Trotzdem betrachtete MGM den Film dennoch als Risiko, da einige Kinobesitzer sich im damals stark rassistisch geprägten Amerika nur schwer vorstellen konnten, einen „afroamerikanischen Film“ zu zeigen – auch war zu befürchten, dass sich fast nur Afroamerikaner für den Film interessierten. Am Ende stellte Ein Häuschen im Himmel aber mit Einnahmen von fast zwei Millionen US-Dollar einen finanziellen Erfolg für MGM dar, der den Weg für weitere Produktionen dieser Art ebnete.
Den teilweise weltberühmten Afroamerikanern des Filmes wurde zunächst verboten, in der Speisehalle der MGM-Studios zu essen. Als Studioboss Louis B. Mayer jedoch davon erfuhr, lud er die Schauspieler zu sich nach Hause zum Essen ein. Am folgenden Tag war es allen erlaubt, in der Speisehalle des Studios zu essen.
Die Produktion des Filmes übernahm der Musical-Spezialist Arthur Freed, der sich für zahlreiche Musical-Filmklassiker der 1940er- und 1950er-Jahre verantwortlich zeigte. Sein Regiedebüt gab der damals 40-jährige Vincente Minnelli: Der Sohn eines italo-amerikanischen Musical-Dirigenten hatte zunächst als Bühnen- und Kostümbildner für Broadway-Shows gearbeitet, später wurde er künstlerischer Leiter der Radio City Music Hall in New York. Arthur Freed lotste ihn dann für MGM nach Hollywood, wo er Anfang der 1940er-Jahre als Mitarbeiter für einige Mickey Rooney/Judy-Garland-Filme engagiert war. Mit dem fertigen Film Ein Häuschen im Himmel war Arthur Freed so zufrieden, dass beide in der Folgezeit gemeinsam Filme wie Meet Me in St. Louis (1944) oder Ein Amerikaner in Paris (1951) drehten. Minnelli wurde zu einem der bedeutendsten Musical-Regisseure der Hollywood-Geschichte.
Tänzer Bill Bailey vollführt in Ein Häuschen im Himmel den ersten Moonwalk der Filmgeschichte, zwischen Minute 50 und 52.

## Auszeichnungen
Der Song Happiness Is a Thing Called Joe, geschrieben von Harold Arlen und E. Y. Harburg, im Film gesungen von Ethel Waters, erhielt eine Oscar-Nominierung für den Besten Song. 2020 wurde der Film in das National Film Registry aufgenommen.

## Kritik
Bei der Veröffentlichung im Jahre 1943 erhielt Ein Häuschen im Himmel überwiegend positive Rezensionen. Bosley Crowther schrieb etwa in der New York Times, es sei „reichliche Unterhaltung“, und lobte vor allem die Leistungen der Schauspieler und Sänger. Die deutsche Internetseite Cinema befand, der Film sei ein „schmissiger Klassiker des Black Cinema“. Das Lexikon des internationalen Films war verhalten positiv: „Trotz einer eher schwerfälligen Regie als musikalische und tänzerische Leistung eines sichtlich enthusiastischen Ensembles interessant.“